# Hipocorístico
Un hipocorístico (del griego ὑποκοριστικός hypokoristikós ‘diminutivo’, derivado del verbo ὑποκορίζεσθαι hypokorízesthai ‘llamar cariñosamente’) es un apelativo cariñoso, familiar o eufemístico usado para suplantar a un nombre real. Se caracterizan por el hecho de que las palabras son sometidas a cierta deformación, así que muchas veces son apócopes, aféresis o diminutivos del nombre propio verdadero, aunque también pueden tener un origen etimológicamente distinto al de este (como es por ejemplo el caso de Pepe con José). Especialmente, el término hipocorístico alude a las abreviaciones y modificaciones que sufren los nombres propios en el lenguaje familiar; por ejemplo: Celia viene de Cecilia. 
Según la Ortografía académica, los hipocorísticos en español deben escribirse con “i” (Dani, Cami, Pati, Gabi), no con “y” (Danny, Camy, Paty, Gaby), dado que ese uso de la “y” es un anglicismo contrario a la ortografía del español. (Ver Ortografía 2010, p. 79.)

## Formación de hipocorísticos
- En castellano:
  - Adición de los sufijos -(c)ito/-(c)ita, -(c)ín/(c)ina -(c)illo/-(c)illa, u otros menos frecuentes como -cho/-chu/-chi/-txo/-txu/-txi (del euskera): Juan → Juanito, Juanillo, Juancho, Juanchi, Juantxo; Ramón → Ramoncito.
  - Utilización de las sílabas finales del nombre y/o agregado de los sufijos antes mencionados: Fernando → Nando; Ramón → Moncho.
  - Postposición de un sufijo diminutivo. A veces se emplea con condescendencia si el aludido es adulto: Juan → Juancito, Juanito.
  - El mismo sufijo diminutivo, usado como apelativo dependiendo de cada nombre, por ejemplo: Alberto, Ernesto, Roberto, Héctor, etc. → Tito.
  - Eliminación de una o más sílabas por diversos metaplasmos de supresión, además de posposición del sufijo afectivo átono '-i': Susana → Susi; Antonio → Toni. En otros idiomas ocurre algo similar.
  - Acortamiento o clipping: supresión de sílabas finales: Nicolás → Nico; Guillermo → Guille; Rogelio → Roge.
  - Unión de dos nombres: Juan Manuel, Juan María → Juanma.
  - Algunos hipocorísticos pueden sufrir tales alteraciones fonéticas que un extranjero ajeno a la cultura hispánica no sea capaz de saber de qué nombre procede. Es el caso de Paco/Pacho/Pancho/Curro (Francisco), Pepe (José), Quico (Federico), Conchi (Concepción), Charo (Rosario), Chelo (Marcelo, Consuelo), Chele (Celeste), Lola (Dolores), Maite (María Teresa), Quino (Joaquín), etc.
  - Imitación del lenguaje de los bebés y niños pequeños, principalmente mediante palatalización de consonantes: Gregorio → Goyo, Rosario → Charo, Antonio → Toño.
  - Españolización de nombres de otros idiomas: William, Willie, Wili, Güili → Guillermo.
- En alemán se agrega -chen, -lein o -(l)i: Karl → Kalli. Los dos primeros también se emplean como diminutivos, como en Hund (perro) → Hündchen o Hündlein (perrito). Las vocales posteriores suelen verse sometidas al umlaut, es decir, pasan de u, o, a a ü, ö, ä respectivamente: Hund → Hündchen, Arm → Ärmchen, Holz → Hölzchen.
- En bajo alemán -cke y -tje.
- En catalán/valenciano el hipocorístico se forma generalmente con la sílaba final del nombre: Josep → Pep, Joaquim → Quim, Francesc → Cesc; a veces y en algunas zonas se añade '-o': Joaquim → Ximo, Jesús → Suso/Xuso.[2][3][4][5]
- En checo los nombres tienen su propio hipocorístico, por ejemplo: masculino Václav → Vašek (Wenceslao), Josef → Pepa (José), femenino Kateřina → Kačka (Catalina). Si el sujeto es una cosa, se le agrega iček para masculino e ička para femenino.
- En esperanto se agregan los afijos -ĉj- (masculino) y -nj- (femenino) que reemplazan la última consonante o el último grupo consonántico de la raíz: patro → paĉjo (padre), patrino → panjo (madre).
- En interlingua se postpone -etto/-etta.
- En italiano los hipocorísticos se forman con -ino/-ina, -ello/-ella, -etti/-etto/-etta o -uccio/-uccia: Paolo → Paolino/Paoletto, Paola → Paolina/Paoletta, Donato → Donatello, Guido → Guiduccio. En siciliano es típica la terminación -uzzo/-uzza: Santa → Santuzza.
- En japonés se postpone -chan o -kun: Kana → Kana-chan, Akihiro → Aki-chan. A menudo se alarga la vocal o se gemina la consonante para alargar el nombre a dos moras: Setsuko → Set-chan, Hiroki → Hii-chan.
- En latín se añadía -ulus/-ula. Por ejemplo, el nombre del emperador romano Calígula significa 'bota pequeña', y se debe al pequeño tamaño de las sandalias militares (caligae, en singular caliga) que llevaba cuando era joven. Asimismo, Úrsula proviene de ursa, que significa osa.
- En portugués y en gallego se agrega -(z)inho/-(z)inha (grafía -(c)iño/-(c)iña en gallego): Ana → Aninha/Aniña, João → Joãozinho/X(o)an → X(o)anciño, Xabier → Xabinho/Xabiño; también puede eliminarse alguna parte del nombre, especialmente al principio o al final, en ocasiones añadiendo el sufijo -cho,-cha: Xabier → Xabi, Ramón → Moncho.
- En persa los nombres más comunes tienen forma hipocorística. La mayoría de estos hipocorísticos se forma mediante un apócope y añadiendo una -i al final de la palabra, o bien usando solo una parte de un nombre compuesto. عبدالله Abdullāh → عبدل Abdul, Abduli, ابُولی Abuli.
- En ruso los nombres suelen contraerse. Hay muchos sufijos para formar los hipocorísticos, usualmente se agrega -chka -ka -sha -zha -ya -yok -en'ka. Por ejemplo Svetlana → Sveta, Mijaíl → Misha, Ekaterina → Katia, Katiusha, Sergey → Seryozha, María → Masha/Mashen'ka/Manya, Vera → Verochka, Maksim → Maksimka, Tatyana → Tanya, Iván → Vanya/Vanyok, Lesya → Olesya. Algunos hipocorísticos pueden sufrir tales alteraciones fonéticas que un extranjero ajeno a la cultura rusa no sea capaz de saber de qué nombre procede. Es el caso de Sasha/Shura/Sanya (Alexandr), Lyosha (Alexey), Vova (Vladímir), Xyusha (Oxana, Xenia), etc.
- En algunos idiomas se puede formar un hipocorístico duplicando una sílaba del nombre: John → Jo-Jo, Diana → Didi, Lourdes → Lulú, Javier → Javivi.